# Idursulfase
Idursulfase (merknaam Elaprase) is een zogenaamd weesgeneesmiddel, dat werd ontwikkeld voor de langdurige behandeling van het syndroom van Hunter (mucopolysacharidose II of MPS II). Dit is een zeldzame erfelijke ziekte die kan leiden tot een premature dood. De producent van het geneesmiddel is Shire Human Genetic Therapies, Inc. uit Cambridge, Massachusetts.
Elaprase werd in de Verenigde Staten toegelaten door de Food and Drug Administration op 24 juli 2006. Het Europese Geneesmiddelenbureau heeft Elaprase op 8 januari 2007 toegelaten.

## Algemeen
Bij personen met het Hunter-syndroom maakt het lichaam te weinig aan van het enzym iduronaat-2-sulfatase. Dit enzym is noodzakelijk voor het afbreken van complexe suikers die in het lichaam worden geproduceerd. Als het enzym iduronaat-2-sulfatase ontbreekt of niet goed werkt, stapelen deze suikers zich op in de cellen, wat leidt tot cellulaire stuwing, organomegalie (vergroting van de lever of de milt), weefselvernietiging en disfunctie van het orgaansysteem. Zonder behandeling worden deze symptomen mettertijd erger en kunnen ze een dodelijke afloop hebben.
Idursulfase is een gezuiverde vorm van het enzym iduronaat-2-sulfatase, en wordt geproduceerd met recombinant DNA-technologie. Het heeft een molecuulgewicht van ongeveer 76.000 dalton.

## Toediening
Elaprase (2 mg/ml concentraat) wordt eenmaal per week intraveneus toegediend gedurende 3 uur met een dosis van 0,5 mg/kg lichaamsgewicht. Deze periode kan geleidelijk worden verminderd tot 1
uur indien er geen infusiegerelateerde bijwerkingen vastgesteld worden.

## Bijwerkingen
De voornaamste bijwerkingen zijn infusiegerelateerd; dit zijn vooral huidreacties (huiduitslag, pruritus, urticaria), pyrexie (koorts), hoofdpijn en hypertensie. Bij sommige patiënten kunnen ernstige, zelfs levensbedreigende allergische reacties optreden (onder meer ademhalingsmoeilijkheden, zuurstofgebrek, bewustzijnsverlies, zwellen van de keel of van de tong).